# NGC 1334
NGC 1334 este o infrared source⁠(d) situată în constelația Perseu. A fost descoperită în 14 februarie 1863 de către Heinrich Louis d'Arrest. Se află la o distanță de 58,44 de megaparseci de Pământ.